# Новоольхівка (Волгоградська область)
Новоольхівка (рос. Новоольховка) — хутір у Ольховському районі Волгоградської області Російської Федерації.
Населення становить 188 осіб. Входить до складу муніципального утворення Гуровське сільське поселення.

## Історія
Хутір розташований у межах українського історичного та культурного регіону Жовтий Клин.
Згідно із законом від 24 грудня 2004 року № 978-ОД органом місцевого самоврядування є Гуровське сільське поселення.

## Населення
| 2010 |
| ---- |
| 188  |